# Beauty Nazmun Nahar
Beauty Nazmun Nahar (ur. 1 stycznia 1984) – banglijska lekkoatletka, sprinterka, olimpijka z Pekinu.
Na igrzyskach w Pekinie startowała w biegu na 100 metrów kobiet - odpadła w kwalifikacjach z czasem 12,52 s. 
Odpadła w eliminacjach na 100 i 200 metrów podczas igrzysk azjatyckich (2010), także na eliminacjach zakończyła swój występ w biegu na 100 metrów podczas Uniwersjady (2011).
Brązowa medalistka igrzysk południowej Azji w biegu na 400 metrów (2004).
Wielokrotna rekordzistka (także w sztafecie 4 x 100 metrów) i mistrzyni kraju.

## Rekordy życiowe
| Dystans            | Wynik | Miejsce   | Data             | Uwagi              |
| ------------------ | ----- | --------- | ---------------- | ------------------ |
| bieg na 100 metrów | 12,32 | Kolombo   | 26 sierpnia 2006 |                    |
| bieg na 200 metrów | 25,04 | Kolombo   | 24 sierpnia 2006 | rekord Bangladeszu |
| bieg na 400 metrów | 55,46 | Islamabad | 5 kwietnia 2004  | rekord Bangladeszu |

Nazmun Nahar uzyskiwała także lepsze rezultaty, przy ręcznym pomiarze czasu (m.in. 11,6 na 100 metrów oraz 24,3 na 200 metrów).